# Tatia simplex
Tatia simplex és una espècie de peix de la família dels auqueniptèrids i de l'ordre dels siluriformes.

## Morfologia
Els mascles poden assolir els 2,8 cm de llargària total.

## Distribució geogràfica
Es troba a Sud-amèrica: riu Das Mortes (Mato Grosso, Brasil).